# Christian Neuhaus

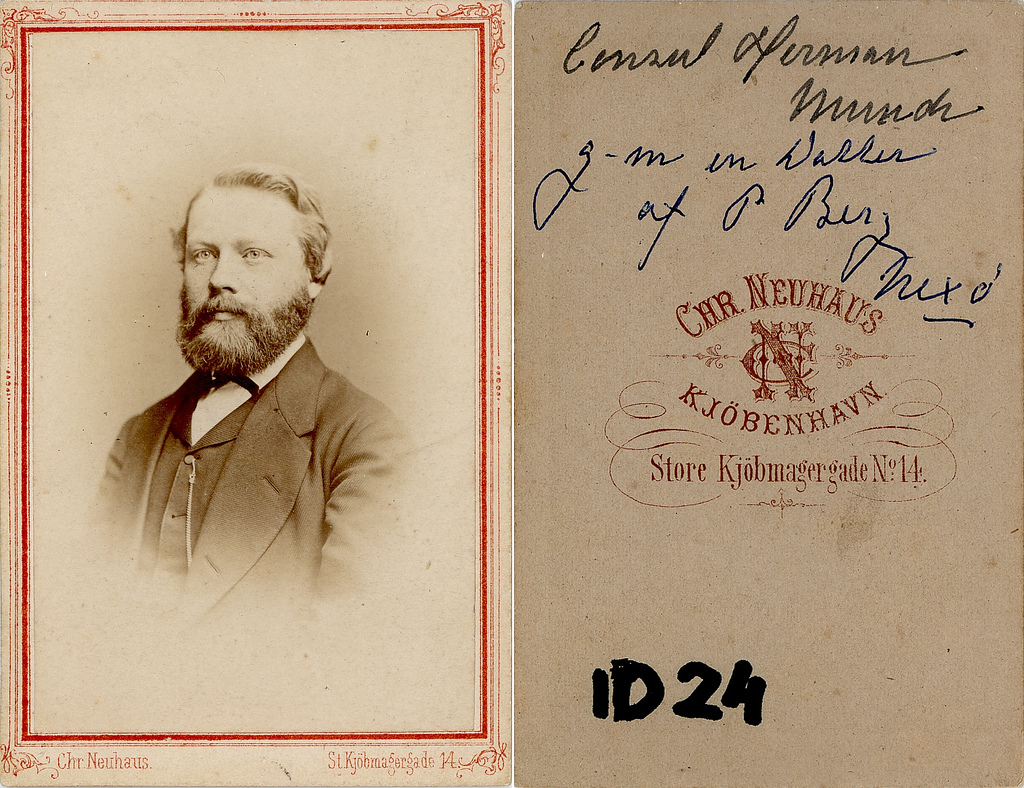
Příklad snímku z ateliéru Christiana Neuhause

Christian Rasmus Neuhaus (13. března 1833, Kodaň – 21. března 1907, Frederiksberg Kommune) byl dánský fotograf.

## Život a dílo
Nejdříve pracoval jako sklářský mistr. V roce 1862 se etabloval jako fotograf v Kodani a do roku 1894 a vedl známé fotografické studio na Købmagergade 14. Byl členem Dánské fotografické společnosti.
Také jeho syn Even Neuhaus (1863–1946) působil jako fotograf a provozoval ateliér na Amagertorv 25 v Kodani.

## Galerie

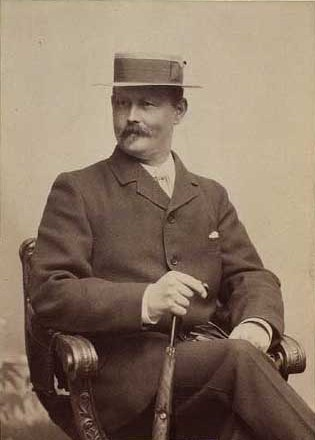
Carl Ferdinand Andersen
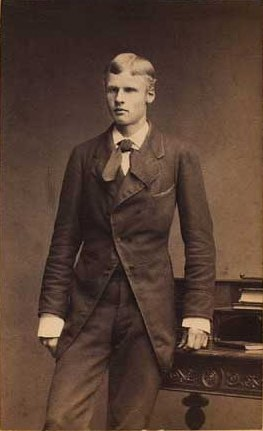
Ulrik Plesner
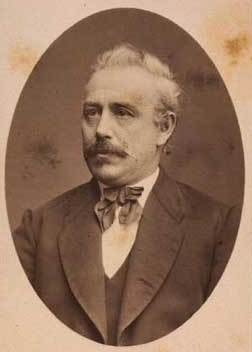
Niels Christian Petersen
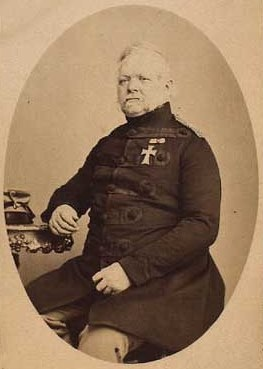
Niels la Cour 1797-1876
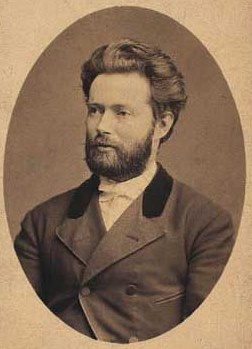
Harald Holm
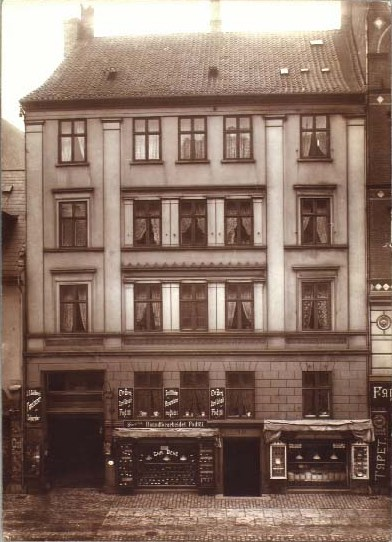
Vesterbrogade 40, 1899
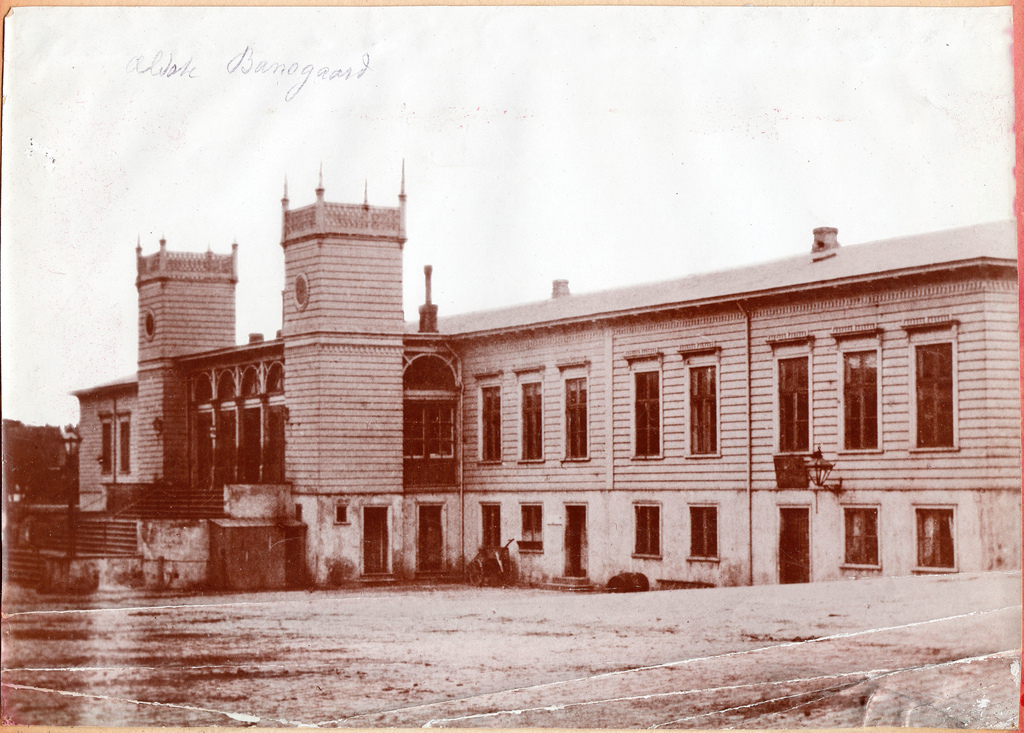
Copenhagen Central Station, 1864
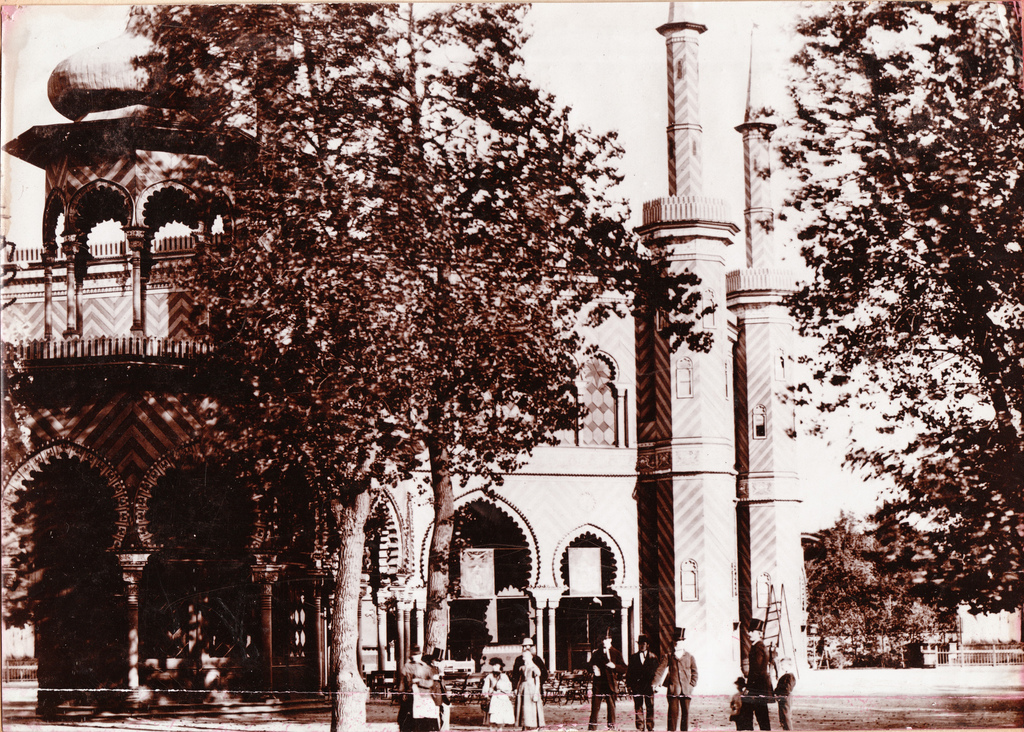
Alhambra, asi 1865